# Indigofera kerstingii
Indigofera kerstingii är en ärtväxtart som beskrevs av Hermann August Theodor Harms. Indigofera kerstingii ingår i släktet indigosläktet, och familjen ärtväxter. Inga underarter finns listade i Catalogue of Life.